# Wood River (Greybull River)
Der Wood River ist ein 55 km langer, rechter Nebenfluss des Greybull River im Nordwesten des US-Bundesstaates Wyoming.

## Verlauf
Der Wood River entspringt unweit des Bear Creek Pass inmitten der südlichen Absaroka Range im südlichen Park County auf einer Höhe von rund 3370 m, etwa 50 km südwestlich von Meeteetse und 40 km nordöstlich von Dubois. Er fließt von dort zunächst durch die Washakie Wilderness des Shoshone National Forest in nordöstliche Richtung. Er passiert die Geisterstadt Kirwin und erhält mit Middle Fork Wood River und South Fork Wood River von rechts seine längsten Zuflüsse, bevor er sich in den nordöstlichen Ausläufern der Absaroka Range nach Norden wendet. Kurz vor seiner Mündung unterquert der Wood River den Wyoming Highway 290 und mündet nach knapp 55 km etwa 8 km südwestlich von Meeteetse in den hier nach Nordosten fließenden Greybull River. Der Wood River ist der längste und wasserreichste Zufluss des Greybull River.

## Hydrologie
Der Wood River ist als Nebenfluss des Greybull River Teil des Einzugsgebietes des Bighorn River, der über Yellowstone River, Missouri und Mississippi in den Golf von Mexiko entwässert. Das Einzugsgebiet des Wood River umfasst ein Areal von etwa 547 km² und grenzt an die Einzugsgebiete von Gooseberry Creek und Cottonwood Creek im Osten, Owl Creek im Südosten, East Fork Wind River im Südwesten sowie Greybull River und Francs Fork im Nordwesten. Der mittlere Abfluss am Pegel oberhalb der Mündung beträgt 3,83 m³/s, die größten Abflüsse finden sich in den Monaten Mai, Juni und Juli.

## Belege
1. ↑  Wood River. In: Geographic Names Information System. United States Geological Survey, United States Department of the Interior (englisch).
2. ↑  USGS 06275500 WOOD RIVER NEAR MEETEETSE, WYO. Abgerufen am 18. April 2025.